# Phloeonotus masaiensis
Phloeonotus masaiensis är en insektsart som beskrevs av Grant Jr., H.J. 1956. Phloeonotus masaiensis ingår i släktet Phloeonotus och familjen torngräshoppor. Inga underarter finns listade i Catalogue of Life.